# Сарваров, Артур Маратович
Артур Маратович Сарваров (род. 25 августа 1985, Нижнекамск, Татарская АССР) — российский хоккеист, нападающий. Мастер спорта России международного класса. Тренер.

## Биография
Воспитанник нижнекамского «Нефтехимика». Выступал за команды «Нефтехимик-2» (2001/02 — 2004/05, 2005/06, 2006/07), «Нефтяник» Лениногорск (2004/05), «Нефтехимик» (1 матч в Суперлиге — 7 октября 2005 года в гостях против СКА (2:4)), «Металлург» Серов (2005/06), «Дизель» Пенза (2006/07), «Ариада-Акпарс» / «Ариада» Волжск (2007/08 — 2008/09, 2010/11 — 2013/14), «Автомобилист» Екатеринбург (52 матча в сезоне-2009/10 КХЛ), «Нефтяник» Альметьевск (2014/15 — 2015/16), ТХК (2016/17), «Сарыарка» Караганда (2016/17 — 2018/19, 2019/20), «Металлург» Новокузнецк (2019/20), ЦСК ВВС Самара (2019/20 — 2021/22), «Феникс» Казань (2022/23)
Победитель хоккейного турнира зимней Универсиады 2009 года. Обладатель «Братины» (2016, 2019).
Детский тренер в школе Draft pro, академии Сайфуллина (Казань, 2023). С 2023 года — тренер в школе «Нефтехимика».